# Koh Kong
Koh Kong (denominada Khétt Kaôh Kŏng, antes de 1996) é uma província localizada no sudoeste do Camboja. Sua capital é Koh Kong. Possui uma área de 11.160 km². Em 2008, sua população era de 139.722 habitantes.
A província está subdividida em 8 distritos:
- 0901 - Botum Sakor
- 0902 - Kiri Sakor
- 0903 - Krong Koh Kong
- 0904 - Smach Mean Chey
- 0905 - Mondol Seima
- 0906 - Srae Ambel
- 0907 - Thma Bang
- 0908 - Kampong Seila